# Владивосток
Владивосто́к (на руски: Владивосток) е град в Русия, разположен на тихоокеанското крайбрежие, от двете страни на залива Златен рог. Градът е административен център на Приморския край и най-голямото руско пристанище на Тихия океан. Има население от 604 901 жители към 2018 г., а в градската му агломерация живеят 811 525 души.

## География
Владивосток е разположен на брега на Японско море, на полуостров Муравьов-Амурски, на северната ширина на Варна. Градът е най-важният руски град, що се отнася до достъпа до Азиатско-тихоокеанския регион. Свързан е с централна Русия посредством железопътен, автомобилен и въздушен транспорт. В границите на града влизат островите Руски, Попов, Рейнеке и Рикорд, както и редица малки ненаселени острови. Проливът Източен Босфор свързва Амурския и Усурийския залив.
Градът се простира на площ от 625 km² и има население от около 615 хиляди жители (2013).

## История
Според древни китайски източници бреговете около мястото на днешния град са били гъсто населени. На картите от времето на династията Юан (1271 – 1368) на мястото на Владивосток се е намирал град Юнминчън (на китайски: 永明城, на пинин: Yǒngmíngchéng), чието име означава „град на вечната светлина“. Това се потвърждава и от многото археологически находки. Според древнокитайските летописи тази територия е обезлюдена след войните между Китай и Корея. С Нерчинския договор от 1689 г. територията на днешния Приморски край влиза в границите на Китай. През 1858 г. територията е присъединена към Руската империя с подписването на Айгунския договор.
На 2 юли 1860 г. на мястото на днешния град е разположен военен лагер. През 1875 г. във Владивосток е въведено „градско положение“, а през 1880 г. Владивосток получава статут на град. През 1879 г. е пусната в експлоатация параходна линия, свързваща Владивосток със Санкт Петербург и Одеса. През 1888 г. градът става административен център на Приморска област. През 1897 г. е свързан с Хабаровск чрез железопътна линия, а през 1903 г. вече има пряка железница и до Москва – Транссибирската магистрала. По това време основният поминък на жителите на Владивосток е търговията и корабоплаването. Градът се превръща в организационен център на експедициите на руските пътешественици и учени като Николай Пржевалски, Владимир Арсениев, Степан Макаров и др. През 1920 г. градът влиза в състава на Далекоизточната република, а през 1922 г. – в РСФСР. От 1938 г. е административен център на Приморски край.
По времето на Втората световна война градът е важен транспортен възел за получаване на стоки от Съюзниците, а хиляди граждани на града са изпратени на фронта. В периода 1939 – 1943 г. близо до града е разположен лагер на ГУЛАГ – „Владлаг“. През 1952 г. Владивосток е затворен за свободни посещения за чужденци. В следващите години икономиката на града се преориентира към корабостроенето и риболова. През 1962 г. е пуснат в експлоатация фуникулер, а от 1965 г. градът вече разполага с тролейбусен транспорт. На 20 септември 1991 г. президентът Борис Елцин подписва указ, разрешаващ посещенията на Владивосток от чужденци.

## Население
| 1897    | 1923    | 1926    | 1931    | 1939    | 1956    | 1959    |
| ------- | ------- | ------- | ------- | ------- | ------- | ------- |
| 28 933  | 98 900  | 108 000 | 140 000 | 206 432 | 265 000 | 290 608 |
| 1962    | 1967    | 1970    | 1973    | 1976    | 1979    | 1982    |
| 325 000 | 397 000 | 440 889 | 481 000 | 521 000 | 549 789 | 576 000 |
| 1986    | 1989    | 1990    | 1991    | 1993    | 1995    | 1997    |
| 607 000 | 633 838 | 640 000 | 648 000 | 643 000 | 629 000 | 623 000 |
| 1999    | 2001    | 2003    | 2005    | 2007    | 2008    | 2009    |
| 610 000 | 598 600 | 594 700 | 586 800 | 580 800 | 578 800 | 578 619 |
| 2010    | 2011    | 2012    | 2013    | 2014    | 2015    | 2016    |
| 592 034 | 592 100 | 597 476 | 600 378 | 603 244 | 604 602 | 606 653 |

## Климат
Летата са топли и влажни. Есените и зимите са слънчеви. Климатът е белязан от близостта до море и планини. Средната температура на въздуха е 18 °C през лятото и -13 °C през зимата. През лятото температурата на водата достига 21 °C.
| Климатични данни за Владивосток       | Климатични данни за Владивосток | Климатични данни за Владивосток | Климатични данни за Владивосток | Климатични данни за Владивосток | Климатични данни за Владивосток | Климатични данни за Владивосток | Климатични данни за Владивосток | Климатични данни за Владивосток | Климатични данни за Владивосток | Климатични данни за Владивосток | Климатични данни за Владивосток | Климатични данни за Владивосток | Климатични данни за Владивосток |
| Месеци                                | яну.                            | фев.                            | март                            | апр.                            | май                             | юни                             | юли                             | авг.                            | сеп.                            | окт.                            | ное.                            | дек.                            | Годишно                         |
| Абсолютни максимални температури (°C) | 5,0                             | 9,9                             | 15,2                            | 22,7                            | 29,5                            | 31,8                            | 33,6                            | 33,0                            | 30,0                            | 23,4                            | 17,5                            | 9,4                             | 33,6                            |
| Средни максимални температури (°C)    | −8,1                            | −4,2                            | 2,2                             | 9,9                             | 14,8                            | 17,8                            | 21,1                            | 23,2                            | 19,8                            | 12,9                            | 3,1                             | −5,1                            | 9,0                             |
| Средни температури (°C)               | −12,3                           | −8,4                            | −1,9                            | 5,1                             | 9,8                             | 13,6                            | 17,6                            | 19,8                            | 16,0                            | 8,9                             | −0,9                            | −9,1                            | 4,9                             |
| Средни минимални температури (°C)     | −15,4                           | −11,6                           | −4,9                            | 2,0                             | 6,7                             | 11,1                            | 15,6                            | 17,7                            | 13,1                            | 5,9                             | −3,8                            | −11,9                           | 2,0                             |
| Абсолютни минимални температури (°C)  | −31,4                           | −28,9                           | −22                             | −8,1                            | −0,8                            | 3,7                             | 8,8                             | 10,1                            | 2,2                             | −9,7                            | −23                             | −28,1                           | −31,4                           |
| Средни месечни валежи (mm)            | 14                              | 15                              | 27                              | 48                              | 81                              | 110                             | 164                             | 156                             | 119                             | 59                              | 29                              | 18                              | 840                             |
| Брой на дъждовните дни                | 0                               | 0.1                             | 1                               | 11                              | 20                              | 22                              | 22                              | 20                              | 14                              | 11                              | 3                               | 0.4                             | 125                             |
| ------------------------------------- | ------------------------------- | ------------------------------- | ------------------------------- | ------------------------------- | ------------------------------- | ------------------------------- | ------------------------------- | ------------------------------- | ------------------------------- | ------------------------------- | ------------------------------- | ------------------------------- | ------------------------------- |
| Източник: Погода и Климат             |                                 |                                 |                                 |                                 |                                 |                                 |                                 |                                 |                                 |                                 |                                 |                                 |                                 |

## Икономика
Владивосток е връзка между Транссибирската магистрала и тихоокеанските морски пътища. Вносът от Япония, Китай, Южна Корея, САЩ и Югоизточна Азия минава оттук. Най-силно развитият отрасъл е риболовът. Развито е и машиностроенето – корабостроене и кораборемонт. Произвеждат се и японски автомобили. Градът е и основен пункт за базиране на руския тихоокеански флот.

### Транспорт
Освен крайна точка на Транссибирската магистрала и важно тихоокеанско пристанище, Владивосток е основен въздушен възел в Приморски край. Международно летище „Владивосток“ обслужва пътнически полети до различни страни в Азия, както и вътрешни линии.
Общественият транспорт е представен главно от автобуси, но също има и тролейбуси, трамваи, фуникулер и морски катери.

## Култура
Владивосток е европейски град в културно отношение, въпреки че се намира в Азия. Това е видимо от градския пейзаж. Открити са десетки културни учреждения: музеи, театри, художествени галерии, киносалони, филхармонии и пр. Има и много образователни центрове за изкуства. Тук се намира и Далекоизточният държавен институт по изкуства.

## Звания
На 4 ноември 2010 г. Владивосток получава почетното звание „Град на военната слава“ (на руски: „Город воинской славы“).

## Побратимени градове
- Акита, Япония – от 29 юни 1992 г.
- Владикавказ, Северна Осетия
- Далян, Китай
- Джуно, САЩ
- Кота-Кинабалу, Малайзия
- Манта, Еквадор
- Ниигата, Япония
- Пусан, Република Корея
- Сан Диего, САЩ
- Такома, САЩ
- Тояма, Япония
- Уънсан, Северна Корея
- Хакодате, Япония

## Сътрудничество
- Чанчун, Китай
- Шанхай, Китай
- Янтай, Китай